# Bernina Express
A Bernina Express egy vasúti járat, amely a svájci Churt (vagy Davost) a svájci Poschiavóval és az olaszországi Tiranóval köti össze a svájci Engadin Alpokon keresztül. A vonat útjának nagy részén a világörökség részét képező, az Albula/Bernina tájegységben található, RhB vasút néven ismert világörökségi szakaszon is közlekedik.
A vonatot a Rhaeti Vasúttársaság üzemelteti élményvonatozás céljából. Tirano és Chur vagy Davos között egy továbbfejlesztett regionális szolgáltatás formájában közlekedik: panorámakocsik, megnagyobbított ablakokkal és többnyelvű (angol, olasz és német) utastájékoztatással a fedélzeten. Ez nem "expressz" abban az értelemben, hogy nagysebességű vonat lenne; az utasoknak vagy közvetlenül a Bernina Express jegyek megvásárlásakor kell helyet foglalniuk, vagy a regionális vonatjegyek mellé egy kis felárat kell fizetniük. A Bernina Expressz népszerű a turisták körében, és Tiranóban csatlakozik az olaszországi Comói tavon keresztül a svájci Luganóba közlekedő Postabuszjárathoz.
A Bernina Express útvonalán az Albula-vasútvonalat és a Bernina-vasútvonalat 2008-ban közösen a világörökség részévé nyilvánították. A Bernina Expresszel ezen a világörökségi területen való utazás négyórás vasúti utazás 196 hídon, 55 alagúton és a 2253 méteres tengerszint feletti magasságban lévő Bernina-hágón keresztül. A teljes vonal 1000 mm (méteres nyomtávolságú) és villamosított.
Az Albula-vonalat 1898 és 1904 között építették; az átadása óta az RhB üzemelteti. A Bernina-vonalat 1908 és 1910 között építették, és az 1940-es évekig önállóan üzemeltették, amikor is a RhB vasút megvásárolta. A Bernina Expressz 7%-os meredekséggel küzdötte le az Ospizio Bernina csúcsától Tiranóig tartó mintegy 1800 méteres magasságkülönbséget.

### Albula-vonal
A vonat a graubündeni Chur városából (585 m) indul, és a Rajna folyását követi Bonaduzig (655 m). Innen belép a Domleschg-völgybe, és Rhäzünstől (658 m) a Rajna hátsó folyását követi Thusisig (697 m). A vonat Tiefencastel (851 m) felé halad tovább az Albula mentén, majd átkel a Landwasserviadukton, mielőtt Filisurba (1032 m) érkezik. Röviddel Filisur után a vonat áthalad az első spirálalagúton, és Bergün/Bravuogn felé halad tovább. Bergün/Bravuogn (1373 m) és a völgy végén lévő Preda (1789 m) között a vonatnak 5 km-es vízszintes távolság mellett mintegy 400 méteres magasságkülönbséget kell teljesítenie fogaskerék nélkül, sok spirálalagút segítségével. Ezután a vonat az Albula-hágó alatt az Albula-alagútba lép 1815 m magasságban. A Val Bever völgyben bukkan fel, ahol az Engadin síkságon lévő Beverbe (1708 m) ér. A vonat Samedan (1721 m) felé halad tovább, és megérkezik a Val Bernina (Bernina-völgy) Pontresina állomására (1774 m).

### Bernina vonal
A vonat elhagyja Pontresinát és fokozatosan emelkedik a völgyön keresztül a Bernina-hágóhoz a Morteratsch állomáson (1896 m) keresztül, ahol a Morteratsch gleccser és a Keleti-Alpok legmagasabb csúcsa, a Piz Bernina (4093 m) látható. A Bernina-hágóra érkezés előtt a vonat megáll a Bernina Diavolezza (2093 m) megállóhelyen, ahonnan fel lehet szállni a Diavolezza (2921 m) felvonóra. A Bernina Express az Ospizio Bernina állomáson éri el a csúcsot a Lago Bianco felett 2253 méterrel.
Alp Grüm (2091 m) az Alpoktól délre fekvő első állomás, amely a Lago Palü felett és közvetlenül a Piz Palü (3 900+ m) és gleccsere alatt található. Sok hajtűkanyar után a vonat eléri a Val Poschiavo fölötti Cavagliát (1693 m), majd a svájci olasz nyelvű Poschiavo városát (1014 m). A vonat ezután a Poschiavino folyását követi, és megáll Le Prese (964 m) és Miralago (965 m) településeken, mindkettő a Poschiavo-tó partján. Miralago után tovább ereszkedik Brusio (780 m) felé, ahol áthalad a Brusiói spirálviadukton. Röviddel az olasz határ után Campocolognóban (553 m) a Bernina Express Tirano állomáson (430 m) fejezi be útját.

### Útvonal

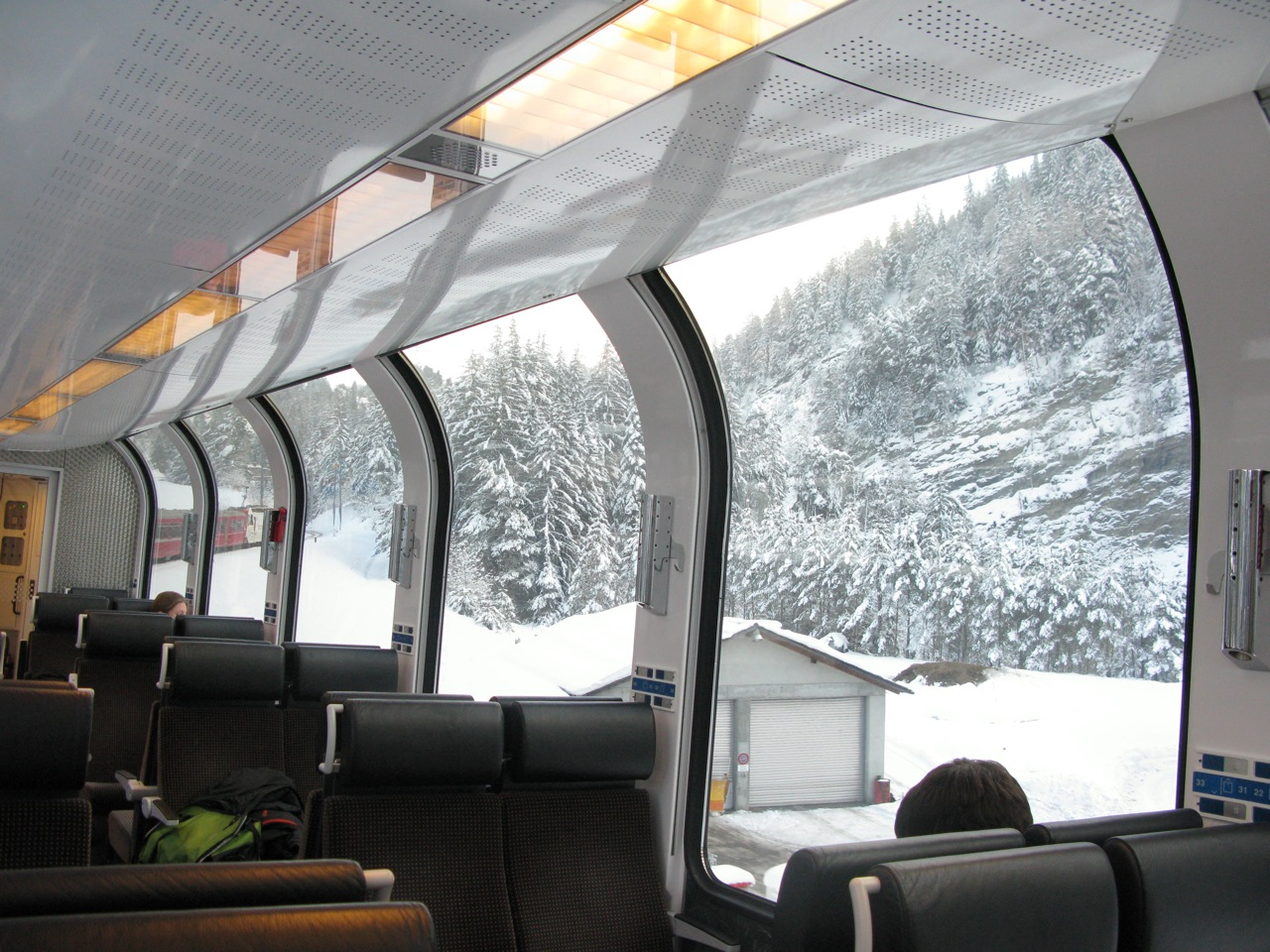
A Bernina Expressz belseje

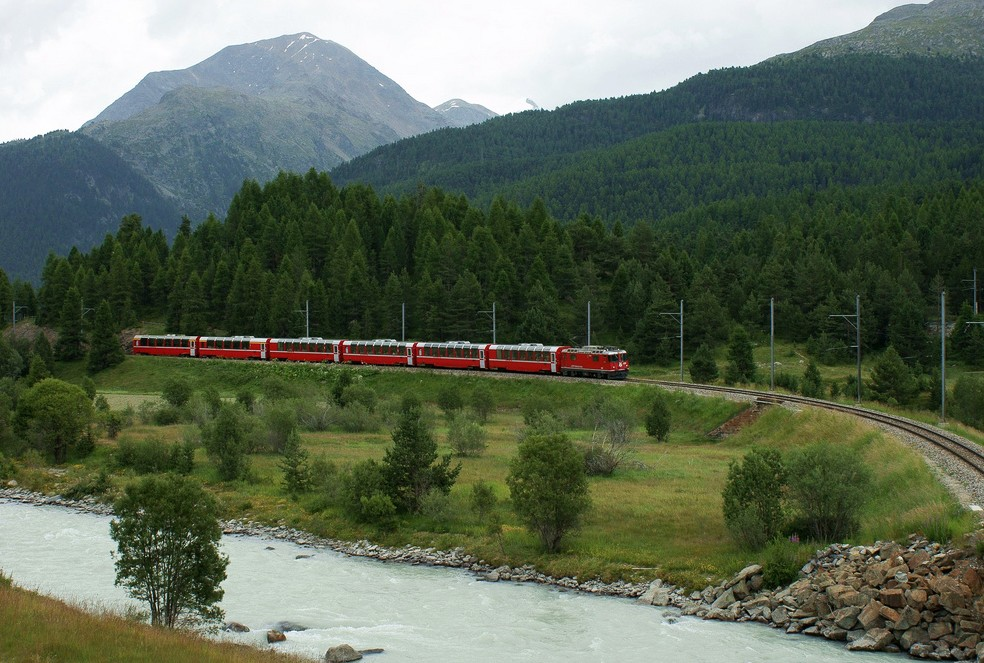
Pontresina közelében

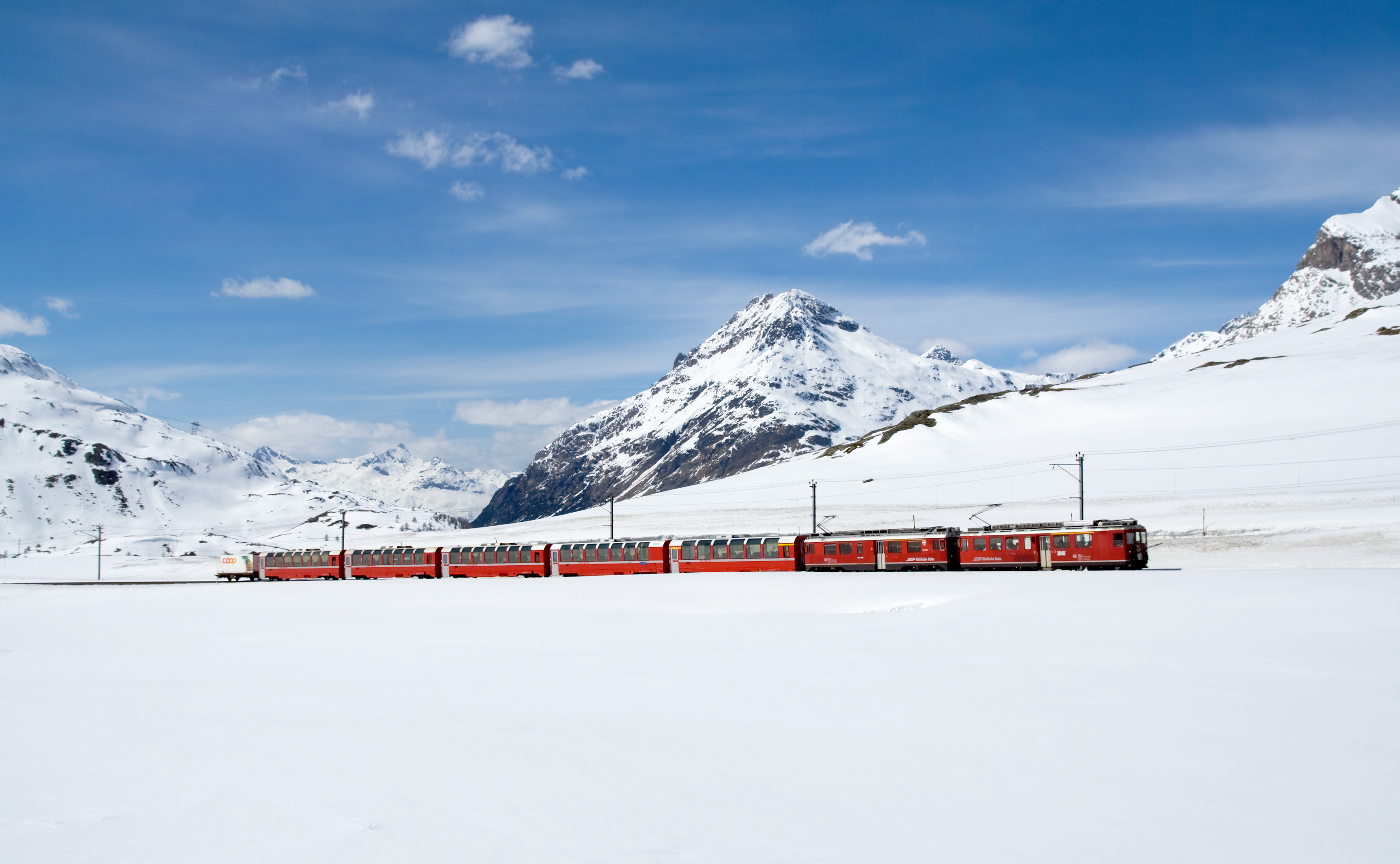
Lej Pitschen a Bernina-hágó közelében

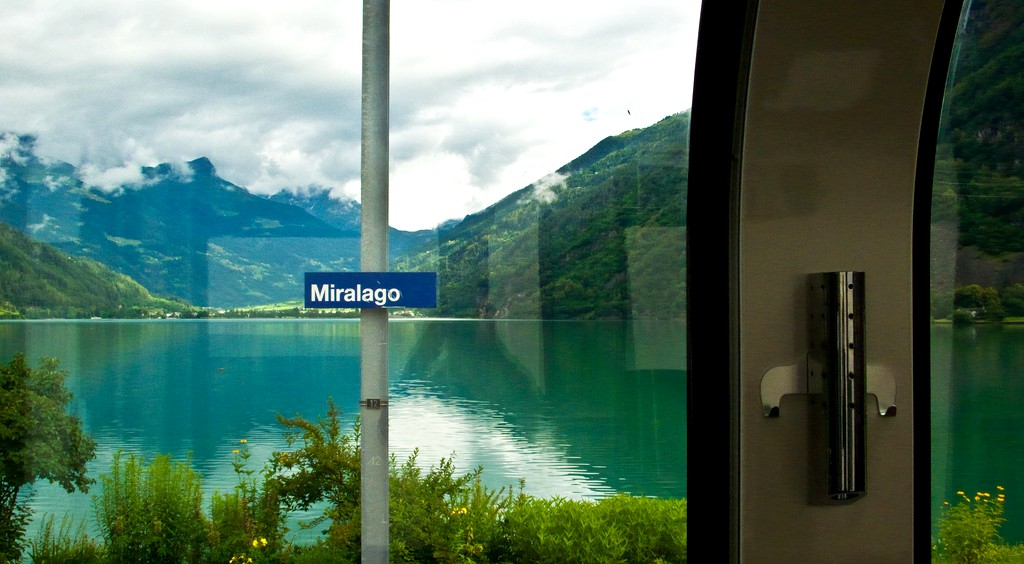
Lago di Poschiavo

Nyáron a Bernina Expressz egy különvonatból áll, amely Churból Pontresinába közlekedik, nagyon kevés megállóval. Pontresinában a mozdonyt lecserélik (a Bernina vonal eltérő áramellátása miatt), és a vonat kevés megállással Tiranóig közlekedik tovább.
Ősszel, télen és tavasszal a Bernina Expressz több kocsiból áll, amelyeket a regionális járatokhoz csatolnak. Chur és Samedan között a Chur - St. Moritz RegioExpress vonat részei; Samedan és Pontresina között a Scuol-Tarasp - Pontresina Regio vonat részei; Pontresina és Tirano között a St. Moritz - Tirano Regio vonat részei. Mindegyik Bernina Express vonaton vannak kijelölt kocsik a kizárólag regionális vonatjegyekkel rendelkező utasok számára.